# Скворцов, Иван Фёдорович (авиатор)
Скворцов Иван Фёдорович (14 (1 ст. ст.) ноября 1898, Выселки Аккозино, Воскресенская волость, Чебоксарский уезд, Казанская губерния — 15 декабря 1992, Москва) — советский организатор гражданской, военной и полярной авиации; лётчик-испытатель.
Участник Первой мировой войны, Гражданской войны в России, Великой Отечественной войны. Летчик-испытатель 3-го класса.

## Биография

### Происхождение
Иван Федорович Скворцов родился 14 ноября (1 ноября – по старому стилю) 1898 года в деревне Выселки Аккозино Воскресенской волости Чебоксарского уезда. Родился он вместе со своей сестрой-близнецом Анной в семье полицейского урядника Фёдора Ильича Скворцова. В 1901 году семья Скворцовых переехала в слободу Вороново Акулевской волости Чебоксарского уезда, где был приобретён дом, в котором прошли детские годы Ивана Скворцова. С 1906 по 1912 год обучался в двухклассном сельском училище. С 1912 по 1913 год работал в сельском хозяйстве родителей.
С 1913 по 1915 год учился в  Мариинско-Посадском городском училище, после окончания которого в 1915 году поступил в Мариинско-Посадскую лесную школу. Вступительные экзамены сдал на «отлично» и ему была назначена казенная стипендия; в школе получал специальность техника-лесовода. С 1913 года также подрабатывал переплетчиком книг в Мариинском Посаде.

### Первая мировая война и революции 1917
В период Первой мировой войны, не успев закончить лесную школу, был призван на действительную военную службу в императорскую армию; направлен на службу при первом запасном авиабатальоне при Офицерской воздухоплавательной школе, располагавшейся в городе Гатчина (под Петроградом).
В школе лётчиков он стал свидетелем, а затем и участником революционного движения (когда свершилась Февральская революция, гатчинский гарнизон полностью перешёл на сторону революции). 3 (16) апреля 1917 года Иван Скворцов был участником встречи вернувшегося с эмиграции русского революционера В. И. Ленина на Финляндском вокзале. С апреля по сентябрь 1917 года обучался в Киевской военной школе аэронавигаторов. С сентября 1917 года — старший унтер-офицер 50-го авиаотряда российского военно-воздушного флота, участник Первой мировой войны на Западном фронте русской армии.

### Участие в Гражданской войне в России
С 1917 по 1918 год Иван Скворцов — боец отряда красной гвардии. В марте 1918 года он находится на службе во вновь формируемом Воздушном флоте Красной Армии. В июне 1918 года вступил в РКП(б). В 1918 году демобилизован по болезни (истощение), и поступил на службу помощником лесничего в Тойзинском лесничестве в Казанской губернии.
В 1920 году по партийной мобилизации призван в РККА и направлен в 38-й авиаотряд на Южный фронт. Участник боев с Врангелем, контужен. Первое боевое крещение в гражданской войне Иван Скворцов получил на Южном фронте, которым командовал М. В. Фрунзе. В 1920 г. участвует в разгроме войск барона Врангеля и банд Махно на Южном фронте. По заданию командования красный военлет не раз летал над позициями врангелевцев – добывал разведданные. После освобождения юга России от белогвардейцев Скворцова выдвинули на должность военкома Харьковского аэродрома. 1921-1923 гг. - военный комиссар штаба Красного Воздушного Флота Украины и Крыма. До 1923 года Иван Скворцов на руководящих командных политдолжностях, помощник военкома авиаэскадры № 2 РККВФ.

### В период становления советской авиации
В 1923 году окончил 2-ю военную школу летчиков; в этом же году Ивана Скворцова командируют в 1-ю военную школу лётчиков, в которой обучался с ноября 1923 года (вместе с лётчиком Валерием Чкаловым). В январе 1924 года Иван Федорович стоял в почетном карауле в Колонном зале Дома союзов у гроба с телом Ленина. В середине 1920-х годов Иван Скворцов — летчик, командир отряда «Ультиматум» авиаэскадрильи «Красная Москва» РККВФ. В 1926 году И. Ф. Скворцов при выполнении очередного задания попал в аварию - у машины отказал мотор, медикам удалось сохранить жизнь авиатору.
Вскоре Скворцов с отличием окончил курсы усовершенствования при Военно-воздушной инженерной академии имени профессора Н. Е. Жуковского, работал в Средней Азии, руководил операциями по ликвидации банд басмачей.
Партия направила коммуниста И. Ф. Скворцова на подготовку гражданских лётчиков. Вскоре была построена и начала действовать Самарская аэростанция (так в то время назывались аэропорты на воздушной линии Москва–Ташкент), организована Самарская школа лётчиков. 1928г. - курсы усовершенствования начальствующего состава ВВС при Военно-воздушной академии им. Н.Жуковского. 1928-1929 гг. участие в борьбе с бандами басмачей в Средней Азии. Курсы усовершенствования комсостава при академии ВВС им. Жуковского (1928 г.). С 05.1928 г. в резерве РККА, начальник аэросъемочной партии Среднеазиатского отделения Всероссийского АО «Добролет», г. Ташкент (1928-30 гг.). В 1928-1929 гг. Иван Скворцов находился в Средней Азии. Здесь он принимал участие  в борьбе с бандами басмачей Джунаид-хана, за что он был награжден именным оружием.
В 1931 году Скворцов формирует в городе Балашове третью объединённую школу пилотов и авиатехников Гражданского воздушного флота; начальник аэростанции «Добролета» в городе Самара (1931—1932). Как начальник школы и руководитель её учебно-лётного отдела, он отдаёт много сил и энергии подготовке лётных кадров для гражданской авиации. нач-к учебно-летного отдела 3-й Объединенной школы пилотов и техников, г. Балашов (1932 г.); представитель Главной инспекции Аэрофлота в Украинской ССР (1932-?) А в 1933 году Скворцов организовал Актюбинский авиаузел ГВФ. начальник Актюбинского авиаузла Аэрофлота (1934?-1934 г.).

### В полярной авиации
С 1934 по 1939 — в полярной авиации Главсевморпути. С 1934 года в биографии Скворцова открывается новая страница, связанная с освоением авиатрасс Крайнего Севера. В Архангельске Иван Федорович возглавил Беломорский отдельный авиаотряд полярной авиации. Кроме обслуживания зверобойной кампании на самолётах Ш-2 и «Сталь-2» он занимался переброской грузов, и отправкой пассажиров на линии Архангельск–Нарьян-Мар–Амдерма–Архангельск. Выполнял отряд и научные работы: пилоты вели наблюдение за состоянием льдов, изучали ледовый режим для плавания судов. Самолеты применялись на рыбных промыслах, на аэрофотосъёмке. начальник Красноярской авиалинии, командир Архангельского авиаотряда Аэрофлота (1934-38). Окончил два курса Авиационной промышленной академии (1938-40).

### В период Великой Отечественной войны
В годы Великой Отечественной войны 1941-1945 гг. Начальник отдела ПВО, начальник отдела общезаводского оборудования, зам. начальника отдела летно-испытательных станций, старший инженер-инспектор летной службы Наркомата/Министерства авиационной промышленности СССР (1938-48 гг.); Он руководил эвакуацией в тыл военных авиазаводов, обустраивал их на новых местах, возглавлял подразделения летно-испытательных служб министерства.

### В послевоенные годы
После войны занимал ответственные посты в Министерстве авиационной промышленности СССР (МАП СССР). Заместитель начальника летно-испытательной службы по летной части 1-го опытного завода МАП СССР (1948-1951); заместитель начальника летно-испытательной службы по летной части Научно-исследовательского института самолетного оборудования (НИСО) МАП СССР (02.1951-1953).
С декабря 1953 года работал на «Объекте № 3» (Луховицы, Московская область): с января 1954 года — руководитель полетов — заместитель начальника по летной службе, врид начальника летно-диспетчерской службы; с 1955 года — заместитель директора по летно-диспетчерской и радиослужбе, и.о. начальника цеха № 16; с 1959 года — заместитель начальника по общим вопросам «Объекта № 3» (Центральная летно-испытательная база Государственного комитета Совета министров СССР по авиационной технике — ЦЛИБ ГКАТ).
С августа 1959 года персональный пенсионер союзного значения. Умер в 1992 году в Москве.

## Семья
Был Женат. Жена - Серафима Ивановна. Дочь Светлана (1927 г.р.).

## Награды
- Орден Красного Знамени[4]
- орден Трудового Красного Знамени (27.06.1937,  за участие в арктической экспедиции)[5]
- орден Красной Звезды[4](за испытание новой авиатехники)
- орден Отечественной войны первой[4] степени
- орден Отечественной войны II степени за испытательную работу,
- медаль «За оборону Москвы»,
- медаль «За победу над Германией»,
- медаль «За доблестный труд»[6]
- Почетная грамота Президиума Верховного Совета Чувашской Республики,
- Почетная грамота ЦК КПСС, Президиума Верховного Совета СССР и Совета Министров СССР
- на родине занесен на Доску знатных людей района.

## Память
Он похоронен в Москве. Является первым лётчиком из Чувашии, и в честь Ивана Фёдоровича Скворцова названа одна из площадей Чебоксар, на которой расположен международный аэропорт.

## Работы
- Скворцов И. Ф. Беломорская полярная авиация (недоступная ссылка) // Советская Арктика, 1936, №7, стр. 88-90